# Julia Sude
Julia Katharina Sude (Gießen, 2 de setembro de 1987) é uma jogadora de voleibol de praia alemã que se sagrou duas vezes medalhista de prata em edições do Campeonato Europeu de Vôlei de Praia Sub-18, nos anos de 2003  e 2004, na República Tcheca e Polônia, respectivamente, além de duas oportunidades que foi medalhista de bronze em edições do Campeonato Mundial de Vôlei de Praia Sub-19, nos anos de 2004 e 2005, na Itália e França, conquistou o primeiro ouro continental na edição do Campeonato Europeu de Vôlei de Praia Sub-20 de 2006 na Eslovênia,  também medalhista de prata na edição do Campeonato Mundial de Vôlei de Praia Sub-21 de 2006 na Polônia, além da medalha de bronze na edição do Campeonato Europeu de Vôlei de Praia Sub-23 de 2009 na Rússia. Também conquistou a medalha de bronze na edição da Universíada de Verão de 2013 na Rússia , além da mesma medalha obtida no Circuito Europeu de Vôlei de Praia – CEV Finals de 2017 na Letônia e a ouro na primeira edição do Campeonato Mundial Militar de Vôlei de Praia em 2014 na Alemanha.

## Carreira
O voleibol já fazia parte desde cedo da vida de Julia, pois, é filha do ex-voleibolista Burkhard Sude, a partir de 2003 iniciou a praticar o  vôlei de praia , e no mesmo ano formou dupla com Florentina Büttner e disputou a edição do Campeonato Europeu de Vôlei de Praia Sub-18 em Brno, ocasião na qual conquistaram a medalha de prata, repetindo o feito na edição de 2004 sediada em Myslowice.
Estreou na categoria profissional do Circuito Alemão de Vôlei de Praia em 2004 quando finalizou na nona posição no mesmo, ao lado de Florentina Büttner, mesma colocação obtida na edição de 2005 quando atuou ao lado de Sandra Eichmann.
Em 2004 também representou o país na edição do Campeonato Mundial de Vôlei de Praia Sub-19, na época era intitulado Sub-18, este realizado em Termoli, competindo ao lado de Florentina Büttner alcançaram as semifinais, mas finalizaram com a conquista da medalha de bronze, mesmo resultado obtido pela dupla na edição realizada em 2005 na cidade de  Saint-Quay-Portrieux.
Na temporada de 2006 a  etapa de Hamburgo a edição do Circuito Europeu de Vôlei de Praia, categoria adulto, ao lado de Claudia Lehmann, e finalizou na décima sétima posição, também a etapa de Valencia, na qual finalizaram na vigésima nona posição e a etapa de Lucerna, onde encerram na décima sétima posição, no mesmo ano compondo dupla com Jennifer Eckardt conquistou a medalha de ouro na edição do Campeonato Europeu de Vôlei de Praia Sub-20 sediado em Ankaran, Eslovênia.Ainda nesta temporada disputou a edição do Campeonato Mundial de Vôlei de Praia Sub-21 realizado Myslowice, quando ao lado de Jana Köhler conquistou a medalha de prata.
Novamente ao lado de Claudia Lehmann disputou a edição do Circuito Alemão de Vôlei de Praia (Smart Beach Tour) de 2006 alcançando sexto lugar na etapa de Bona, Leipzig, vice-campeã na etapa de Essen, campeã na etapa de Dresden, vice-campeã na etapa de Binz, terceira posição na etapa de Sankt Peter-Ording, campeã na etapa de Fehmarn, quinto lugar na etapa de Colônia e a nona posição na etapa de Timmendorfer Strand, finalizando na nona posição geral.Estreou ao lado de Claudia Lehmann no Circuito Mundial de Vôlei de Praia em 2007, ocasião que disputou o Grand Slam de Berlin, finalizando na vigésima quinta posição, na sequência foram vice-campeãs da Etapa Satélite de Vaduz.No mesmo ano disputou a edição do Campeonato Mundial de Vôlei de Praia Sub-21 em Módena, finalizando na décima sétima posição ao lado de Jennifer Eckardt .
Ao lado de Claudia Lehmann disputou a etapa de Hamburgo pelo Circuito Europeu de Vôlei de Praia de 2007, quando finalizaram na nona posição e terminaram na décima sétima posição na etapa de Lucerna pelo mesmo circuito, ainda disputaram a edição do Campeonato Europeu de Vôlei de Praia Sub-23 no mesmo ano sediado em Paralimni, Chipre, finalizando na sétima colocação.
Na edição do Circuito Alemão de Vôlei de Praia (Smart Beach Tour) de 2007 competiu ao lado de Claudia Lehmann, quinta posição na primeira etapa de Dresden, na sequencia jogando com Katie Rademacher terminou na décima terceira posição na segunda etapa em Dresden, e de novo com Claudia Lehmann chegaram em quinto lugar na etapa de Erfurt , terceiro lugar na primeira etapa em Essen, na segunda etapa nesta mesma cidade obteve o décimo terceiro lugar com Katie Rademacher, vice-campeã na etapa de Kühlungsborn com Claudia Lehmann, também foram campeãs na etapa de Sankt Peter-Ording, quarto lugar na etapa de Fehmarn, nona posição em Munique, sétimo lugar em Timmendorfer Strand, terminando na sétima colocação geral.
Na segunda temporada ao lado de Claudia Lehmann no Circuito Mundial de Vôlei de Praia de 2008 não pontuaram no Aberto de Stare Jabblonki e no Grand Slam de Gstaad, alcançaram também a quadragésima primeira posição no Grand Slam de Berlin, o trigésimo terceiro posto no Grand Slam de Klagenfurt, além do décimo sétimo posto no Aberto de Phuket, obtiveram também os décimos terceiros lugares nos Abertos de Mylowice e Guarujá, nona colocação no Aberto de Sanya e como melhor resultado tiveram novamente o vice-campeonato na Etapa Satélite de Vaduz.Também disputaram as etapas do Circuito Europeu de Vôlei de Praia de 2008, não pontuando na etapa de Haia, mas alcançaram a vigésima primeira posição na etapa de Blackpool.
Na edição do Circuito Alemão de Vôlei de Praia (Smart Beach Tour) de 2008 competiu ao lado de Claudia Lehmann, terminando em sétimo lugar em Leipzig, terceiro lugar em Essen, quarta posição em Binz, nona colocação na etapa de Timmendorfer Strand, quarto lugar em Munique, sétimo posto em Bona e também na outra etapa de Timmendorfer Strand, novamente terminando na sétima colocação geral.
Na edição do Circuito Mundial de Vôlei de Praia de 2009, novamente jogou ao lado de Claudia Lehmann, finalizando vigésima quinta posição nos Abertos de Brasília e Barcelona, não pontuaram no Aberto de Seul e Grand Slam de Klagenfurt, alcançaram também o décimo sétimo lugar nos Abertos de Xangai e Stare Jablonki, tendo como melhor colocação os nonos lugares no Aberto de Osaka e Grand Slam de Marseille, e obteve a trigésima sétima posição na edição do Campeonato Mundial de Vôlei de Praia de 2009, realizado em Stavanger.Também em 2009 com Karla Borger alcançou a medalha de bronze na edição do Campeonato Europeu de Vôlei de Praia Sub-23, este sediado em Yantarny, Rússia.
Pelo Circuito Alemão de Vôlei de Praia (Smart Beach Tour) de 2009 competiu ao lado de Claudia Lehmann, terminando em sétimo lugar em Dresden, quinto posto em Timmendorfer Strand, já com Maria Kleefisch alcançou o décimo terceiro posto em Munique, quando finalizou na quinta colocação geral.
Retomou a parceria com Jana Köhler no Circuito Mundial de Vôlei de Praia de 2010 obtendo o quadragésimo primeiro lugar nos Abertos de Xangai e Seul, trigésimo terceiro posto nos Grand Slam de Gstaad e Klangefurt e também no Aberto de Brasília,  vigésima quinta posição nos Grand Slam de Stavanger e Stare Jablonki e também no Aberto de Marseille, não pontuando nos Grand Slam de Roma e Moscou, conquistando a medalha de ouro na Etapa Satélite Constança, quinto lugar no Aberto de Aland e também na edição do Campeonato Mundial de Vôlei de Praia de 2010 em Berlin; ainda com esta jogadora alcançou o quinto lugar na Etapa Final do Circuito Europeu de Vôlei de Praia de 2010, realizada em Berlin.
Ao lado de Jana Köhler disputou o Circuito Alemão de Vôlei de Praia (Smart Beach Tour) de 2010 e alcançaram o quarto lugar na etapa de Frankfurt após perder na disputa pelo bronze para as brasileiras Liliane Maestrini e Luana Madeira, quinta posição em Hamburgo, terceiro lugar em  Fehmarn, quarto lugar em Bona, campeãs em Timmendorfer Strand e foram as campeãs da edição na classificação geral, pela primeira vez campeã nacional.
Na temporada do Circuito Mundial de Vôlei de Praia de 2011 ao lado de Jana Köhler alcançou o vigésimo quinto lugar no Aberto de Brasília e Grand Slam de Pequim, décima sétima posição nos Abertos de Sanya, Xangai e nos Grand Slam Stavanger, Gstaad, Moscou, Stare Jablonki e Klagenfurt, décimo terceiro lugar no Aberto de Myslowice, nona posição no Aberto de Phuket, além da quinta posição no Aberto Aland,  na edição do Campeonato Mundial de Vôlei de Praia de 2011 realizado em Roma, e também na Etapa Final do Circuito Europeu de de Vôlei de Praia neste mesmo ano em Kristiansand.
Na edição do Circuito Alemão de Vôlei de Praia (Smart Beach Tour) de 2011 atuou novamente ao lado de Jana Köhler e conquistaram o terceiro lugar na etapa de Münster, vice-campeãs na etapa de Timmendorfer Strand e ficaram com o vice-campeonato na classificação geral.Competiu na temporada de 2012 do Circuito Mundial de Vôlei de Praia ao lado de Geeske Banck alcançando a vigésima quinta posição no Aberto de Brasília, e com Jana Köhler alcançou esta mesma colocação no Aberto de Sanya e no Grand Slam de Xangai, décimo sétimo posto no Grand Slam de Pequim;além da nona posição no Masters de Baden pelo Circuito Europeu de Vôlei de Praiae também na edição da Etapa Final do Circuito Europeu de Vôlei de Praia de 2012 realizado em Haia.
Ao lado de  Chantal Laboureur disputou o Circuito Alemão de Vôlei de Praia de 2013, finalizando na quarta posição na etapa de Norderney , campeãs em Mannheim, Sankt Peter-Ording, quarta posição em  Kühlungsborn e também em   Timmendorfer Strand, finalizando em quarto lugar na classificação geral.Também disputaram o Circuito Neozelandês de Vôlei de Praia de 2013 conquistando os títulos das etapas de Mairangi Bay, Hamilton Lake e Mount Maunganui.
Ainda em 2013 atuou ao lado de Chantal Laboureur pelo Circuito Mundial de Vôlei de Praia, alcançando o quadragésimo primeiro lugar na Etapa Satélite de Antalya, décima sétima colocação nos Abertos de Anapa e Pukhet e também no Grand Slam de Xiamen, quinto lugar na Etapa Challenger de Seul, bronze na Etapa Satélite de , nona colocação no Grand Slam de Berlin, nesta ocasião jogou ao lado de Karla Borger, depois retomou a parceria com Chantal Laboureur na etapa  de Montpellier na conquista do vice-campeonato no Aberto de Durban.
E com Chantal Laboureur alcançou o décimo terceiro lugar no Masters de Baden pelo Circuito Europeu de Vôlei de Praia de 2013. Também foram campeãs das etapas de Montpellier e Rotemburgo pelo Circuito Zonal da WEVZA (Associação Zonal do Voleibol da Europa Ocidental).Disputou ao lado de Chantal Laboureur a edição da Universíada de Verão de 2013, realizado em Cazã, e finalizando com a medalha de bronze.
Atuando ao lado de Chantal Laboureur disputou também a primeira edição do Campeonato Mundial Militar de Voleibol de Praia em 2014, sediado na cidade de  Warendorf, ao final conquistaram a medalha de ouro.Pelo Circuito Alemão de Vôlei de Praia de 2014, iniciou ao lado de Chantal Laboureur conquistando o bronze na etapa de Münster e com Laura Ludwig foi vice-campeã na etapa de Timmendorfer Strand  finalizando com o vice-campeonato na classificação geral.
Já pelo Circuito Mundial de Vôlei de Praia de 2014 iniciou com Chantal Laboureur e conquistaram o título da Etapa Satélite de Anapa, além dos nonos lugares obtidos no Aberto de Fuzhou e no Grand Slam de Berlin, trigésimo terceiro lugar no Grand Slam de Moscou, quinto lugar no Aberto de Anapa, quarto lugar na etapa de Puerto Vallarta; juntas alcançaram o décimo sétimo lugar na Etapa Final do Circuito Europeu de Vôlei de Praia de 2014, Masters de Cagliari, neste mesmo circuito foram campeãs  da etapa de Biel, Masters Biel e também no Masters de Baku. Ainda pelo Circuito Mundial de 2014 competiu ao lado de Laura Ludwig finalizando no décimo sétimo terceiro do Grand Slam de Gstaad, nona posição nos Gran Slam de Haia e Long Beach, quinta posição nos Grand Slam de Klagenfurt e São Paulo, e foram vice-campeãs no Grand Slam de Stare Jablonki.
Novamente disputou ao lado de Chantal Laboureur o Circuito Mundial de Vôlei de Praia de 2015 conquistaram o vice-campeonato no Aberto de Fuzhou. As nonas colocações nos Abertos de Lucerna e Puerto Vallarta, nos Grand Slam de Moscou, São Petersburgo e Long Beach, Major Series de Porec, vigésimo quinto lugar no Grand Slam de Olsztyn, quinto lugares nos Abertos de Praga e Rio de Janeiro, não pontuaram no Major Series de Stavanger, décimo sétimo lugares na edição do Campeonato Mundial de Vôlei de Praia de 2015 sediado nas cidades de Amsterdã, Roterdã, Apeldoorn e em Haia,, mesma colocação obtida no Major Series de Gstaad, no Grand Slam de Yokohama e também no Aberto de Xiamen, terminando na nona posição na edição do FIVB World Tour Finals de 2015 realizado em Fort Lauderdale; juntas ainda alcançaram o quinto lugar na Etapa Final do Circuito Europeu de Vôlei de Praia de 2015 realizado em Klagenfurt.
Pelo Circuito Alemão de Vôlei de Praia de 2015 atuou com Chantal Laboureur na conquista do quarto lugar na etapa de Timmendorfer Strand e na edição deste circuito em 2016 ao lado desta jogadora conquistaram o vice-campeonato nesta mesma cidade, terminando com o vice-campeonato na classificação geral; permaneceram juntas na temporada de 2016 do Circuito Mundial de Vôlei de Praia,  e obtiveram a trigésima terceira posição no Grand Slam de Moscou, décimo sétimo lugar no Major Series de Hamburgo, nonas colocações nos Abertos de Maceió e Antalya, Grand Slam do Rio de Janeiro e Olsztyn, também no Major Series de Klagenfurt; ainda conquistaram os quintos lugares nos Abertos de Vitória e Sochi, e também no Major Series de Gstaad, alcançando o quarto lugar no Aberto de Xiamen, bronze na etapa de Long Beach, vice-campeonato no Aberto de Fuzhou, campeãs no Major Series de Porec; disputaram também a edição do FIVB World Tour Finals de 2016, realizado em Toronto, ocasião do quinto lugar.Ainda com esta formação de dupla alcançou o quinto lugar na Etapa Final do Circuito Europeu de Vôlei de Praia realizado em Biel e foram campeãs no mesmo circuito do Masters de Jumala.
Com Chatal Laboureur disputou o Circuito Alemão de Vôlei de Praia de 2017 quando finalizaram com o vice-campeonato em Münster e o título na etapa de Timmendorfer Strand e o título geral do circuito, juntas disputaram também a edição do Circuito Mundial de Vôlei de Praia de 2017, conquistando o bronze na etapa de Fort Lauderdale, categoria cinco estrelas, quinto lugares nas etapa do Tio de Janeiro, categoria quatro estrelas, e também de Moscou, categoria, três estrelas, décimo sétimo posto na etapa de Haia, categoria três estrelas, nona posição na etapa de Porec, categoria cinco estrelas, conquistaram a medalha de ouro na etapa de Gstaad, categoria cinco estrelas, quinta posição na etapa de , categoria quatro estrelas, mesmo posto obtido na edição do Campeonato Mundial de vôlei de Praia de 2017 em Vienna, mesmo posto obtido na edição do FIVB World Tour Finals de 2017 em Hamburgo. Ainda em 2017 participaram na edição Continental Cup “Presidentes Cup” em Long Beach, encerrando na quinta posição; conquistaram o título do Masters de Baden pelo Circuito Europeu de Vôlei de Praia de 2017 e o bronze na Etapa Final realizada em Jumala, pelo mesmo circuito.
Em 2018 disputou a quarta etapa realizada em Fortaleza, válida pelo Circuito Brasileiro de Vôlei de Praia Open de 2017-18, ocasião que formou dupla com a brasileira Taiana Lima e obtiveram a medalha de bronze.Nas competições de 2018 renovou parceria com Chantal Laboureur e obteve pelo Circuito Mundial a décima sétima posição no torneio categoria cinco estrelas de Fort Lauderdale, ocorrendo o mesmo feito no torneio categoria cinco estrelas em Viena, obtendo o quinto lugar nos torneios categoria quatro estrelas de Xiamen e Ostrava, terminando na nona posição no torneio categoria quatro estrelas de Itapema, mas obtiveram a medalha de bronze no torneio Huntington Beach, obtendo também os vice-campeonatos no torneio categoria quatro estrelas de Warsaw e no torneio categoria cinco estrelas de Gstaad , sendo quartas colocadas no torneio categoria quatro estrelas em Moscou; na edição Finals World Tour de 2018 em Hamburgo terminou na quinta posição, mesma posição que obtiveram no Circuito Europeu de Vôlei de Praia de 2018 em Haia.

## Títulos e resultados
- Future de Ios do Circuito Mundial de 2024
- Torneio 5* de Gstaad do Circuito Mundial de Vôlei de Praia:2017[14]
- Major Series de Porec do Circuito Mundial de Vôlei de Praia:2016[14]
- Etapa Satélite de Anapa do Circuito Mundial de Vôlei de Praia:2014[14]
- Etapa Satélite de Constança do Circuito Mundial de Vôlei de Praia:2010[14]
- Torneio 4* de Gstaad do Circuito Mundial de Vôlei de Praia:2018[14]
- Torneio 4* de Warsaw do Circuito Mundial de Vôlei de Praia:2018[14]
- Aberto de Fuzhou do Circuito Mundial de Vôlei de Praia:2016[14]
- Aberto de Fuzhou do Circuito Mundial de Vôlei de Praia:2015[14]
- Grand Slam de  Stare Jablonki do Circuito Mundial de Vôlei de Praia:2014[14]
- Aberto de Durban do Circuito Mundial de Vôlei de Praia:2013[14]
- Etapa Satélite de Vaduz do Circuito Mundial de Vôlei de Praia:2008[14]
- Etapa Satélite de Vaduz do Circuito Mundial de Vôlei de Praia:2007[14]
- Torneio 4* de Huntington Beach do Circuito Mundial de Vôlei de Praia:2018[14]
- Etapa de Fort Lauderdale (categoria cinco estrelas) do Circuito Mundial de Vôlei de Praia:2017[14]
- Aberto de Long Beach do Circuito Mundial de Vôlei de Praia:2016[14]
- Etapa Satélite de Montpellier do Circuito Mundial de Vôlei de Praia:2013[14]
- Torneio 4* de Moscou do Circuito Mundial de Vôlei de Praia:2018[14]
- Aberto de Xiamen do Circuito Mundial de Vôlei de Praia:2016[14]
- Aberto de Puerto Vallarta do Circuito Mundial de Vôlei de Praia:2014[14]
- Masters de Baden do Circuito Europeu de Vôlei de Praia:2017[38]
- Masters de Jumala do Circuito Europeu de Vôlei de Praia:2016[36]
- Masters de Baku do Circuito Europeu de Vôlei de Praia:2014[14][33]
- Masters de Biel do Circuito Europeu de Vôlei de Praia:2014[14][32]
- Etapa de Rotemburgo  do Circuito Mundial de Vôlei de Praia:2013[14]
- Etapa de Montpellier do Circuito Mundial de Vôlei de Praia:2013[14]
- Etapa de Fortaleza do Circuito Brasileiro de Vôlei de Praia:2017-18[40]
- Circuito Alemão de Vôlei de Praia:2017[5]
- Circuito Alemão de Vôlei de Praia:2010[23][5]
- Circuito Alemão de Vôlei de Praia:2016[5]
- Circuito Alemão de Vôlei de Praia:2014[5]
- Circuito Alemão de Vôlei de Praia:2011[5]
- Circuito Alemão de Vôlei de Praia:2015[5]
- Circuito Alemão de Vôlei de Praia:2013[5]
- Etapa de Timmendorfer Strand do Circuito Alemão de Vôlei de Praia:2017[14]
- Etapa de Sankt Peter-Ording do Circuito Alemão de Vôlei de Praia:2013[14]
- Etapa Mannheim do Circuito Alemão de Vôlei de Praia:2013[14]
- Etapa de Sankt Peter-Ording do Circuito Alemão de Vôlei de Praia:2010[13]
- Etapa de Sankt Peter-Ording do Circuito Alemão de Vôlei de Praia:2007[13]
- Etapa de Fehmarn do Circuito Alemão de Vôlei de Praia:2006[13]
- Etapa de Dresden do Circuito Alemão de Vôlei de Praia:2006[13]
- Etapa de Münster do Circuito Alemão de Vôlei de Praia:2017[14]
- Etapa de Timmendorfer Strand do Circuito Alemão de Vôlei de Praia:2016[14]
- Etapa de Timmendorfer Strand do Circuito Alemão de Vôlei de Praia:2014[13][14]
- Etapa de Timmendorfer Strand do Circuito Alemão de Vôlei de Praia:2011[13]
- Etapa de Kühlungsborn do Circuito Alemão de Vôlei de Praia:2007[13]
- Etapa de Essen do Circuito Alemão de Vôlei de Praia:2006[13]
- Etapa de Münster do Circuito Alemão de Vôlei de Praia:2014[14]
- Etapa de Münster do Circuito Alemão de Vôlei de Praia:2011[13]
- Etapa de Fehmarn do Circuito Alemão de Vôlei de Praia:2010[13]
- Etapa de Essen do Circuito Alemão de Vôlei de Praia:2008[13]
- Etapa de Essen do Circuito Alemão de Vôlei de Praia:2007[13]
- Etapa de Sankt Peter-Ording do Circuito Alemão de Vôlei de Praia:2006[13]
- Etapa de Timmendorfer Strand do Circuito Alemão de Vôlei de Praia: 2015[14]
- Etapa de Timmendorfer Strand do Circuito Alemão de Vôlei de Praia: 2013[14]
- Etapa de Kühlungsborn do Circuito Alemão de Vôlei de Praia:2013[14]
- Etapa de Norderney do Circuito Alemão de Vôlei de Praia:2012[13]
- Etapa de Bona do Circuito Alemão de Vôlei de Praia:2010[13]
- Etapa de Frankfurt do Circuito Alemão de Vôlei de Praia:2010[13]
- Etapa de Munique do Circuito Alemão de Vôlei de Praia:2008[13]
- Etapa de Binz do Circuito Alemão de Vôlei de Praia:2008[13]
- Etapa de Fehmarn do Circuito Alemão de Vôlei de Praia:2007[13]
- Etapa de Mount Maunganui do Circuito Neozelandês de Vôlei de Praia:2013[14]
- Etapa de Hamilton Lake do Circuito Neozelandês de Vôlei de Praia:2013[14]
- Etapa de Mairangi Bay do Circuito Neozelandês de Vôlei de Praia:2013[14]

## Premiações Individuais
[carece de fontes?]